# Diocese de Apucarana
A Diocese de Apucarana (Dioecesis Apucaranensis) é uma circunscrição eclesiástica da Igreja Católica, com sede na cidade de Apucarana, no estado do Paraná. A diocese foi criada a 28 de novembro de 1964 pela Bula "Ad maiorem dominici gregis" do Papa Paulo VI, desmembrada da Diocese de Londrina e da Diocese de Campo Mourão.

## História
Pe. Carlos Dietz, Palotino, reza a 1ª em Arapongas em 1936 e em Apucarana em 1937. Nesse ano surge a Colônia Esperança, entregue aos Padres Jesuítas, mas tarde aos Frades Franciscano.

### As Dioceses Mães
A Diocese de Apucarana foi formada, a partir da Diocese de Londrina, nas parte Norte e Centro; Campo Mourão deu origem às Paróquias do Sul, do lado Sul do Rio Ivaí.[carece de fontes?]
Fernando Taddei, então bispo de Jacarezinho, 1º Bispo criou a paróquia de Nossa Senhora das Dores de Marilândia do Sul aos 6 de agosto de 1938. Ernesto de Paula criou as paróquias de Nossa Senhora Aparecida em Arapongas, (1942), Nossa Senhora de Lourdes em Apucarana (1943) e Colônia Esperança (1944). Geraldo Sigald fez nascer as paróquias de Astorga (1948), Sabáudia (1950), Santo Inácio e Guaraci (1952) e Borrazópolis (1955). Também em 1955 foi criada a reitoria ucraniana-católica.[carece de fontes?]
De Londrina vieram 15 paróquias criadas por Geraldo Fernandes: São elas: Santa Fé (1956), Faxinal e Cafeara (1957), Califórnia, Itaguagé e Colorado (1958); Cambira, Flórida, Lobato e Nossa Senhora das Graças (1959); Munhos de Mello, Iguaraçu, São José de Apucarana e Santo Antonio de Arapongas (1960). A última paróquia a ser criada por Fernandes foi São Vicente Pallotti, também em Arapongas (1964).[carece de fontes?]

## Diocese nos dia atuais
Atualmente a Diocese está integrada por 64 paróquias, agrupadas em seis Decanatos: Apucarana, Centro, Centro-Norte, Norte, Centro Sul e Sul. Atuam na Diocese 84 presbíteros, sendo 77 diocesanos e 07 religiosos (de três congregações: Josefinos, Capuchinos e Palotinos) e 01 Ucraniano. Na Diocese há quatro Seminários Diocesanos: SEMDA – Seminário Menor Diocesano São José, Seminário Propedêutico, Seminário Maior Diocesano São João Maria Vianney e IFA – Instituto Filosófico de Apucarana e Seminário de Teologia com sede em Londrina. O número de diáconos permanentes é de 115 atuantes na Diocese.[carece de fontes?]

### Congregações Femininas
Companhia das Filhas da Caridade de São Vicente de Paulo, Congregação das Servas da Imaculada Virgem Maria, Congregação da Irmãs Franciscanas Missionárias de Cristo, Congregação das Oblatas de São José, Congregação Missionárias Mensageiras da Alegria, Congregação das Filhas de Nossa Senhora da Misericórdia, Irmãs Palotinas, Irmãs Clarentianas, Instituto das Apóstolas do Sagrado Coração de Jesus, Congregação das Irmãs Dominicanas de Santa Catarina de Sena, Congregação das Irmãs de São Carlos de Lyon, Instituto Sagrado Coração de Jesus.[carece de fontes?]

### Elevação da Catedral a Basílica Menor
Em 30 de outubro de 2024, a Catedral da diocese de Apucarana recebeu o título de Basílica, passando a se chamar Catedral Basílica Menor de Nossa Senhora de Lourdes. A elevação foi assinada pelo Papa Francisco e anunciada pelo bispo diocesano Dom Carlos José de Oliveira. A Catedral de Apucarana, além de ser a única do Brasil dedicada a Nossa Senhora de Lourdes, é também a única a ter a Padroeira dos enfermos no topo da sua torre principal. A Catedral de Apucarana é apenas a quarta igreja no Paraná a receber o título de Basílica.

## Bispos
|        | Nome                              | Período   | Notas                                 |
| Bispos | Bispos                            | Bispos    | Bispos                                |
| ------ | --------------------------------- | --------- | ------------------------------------- |
| 5º     | Carlos José de Oliveira           | 2019-     | atual                                 |
| 4º     | Celso Antônio Marchiori           | 2009-2017 | Nomeado Bispo de São José dos Pinhais |
| 3º     | Luigi Vincenzo Bernetti, O.A.D.   | 2005-2009 | Renunciou por limite de idade         |
| 2º     | Domingos Gabriel Wisniewski, C.M. | 1983-2005 | Renunciou por limite de idade         |
| 1º     | Romeu Alberti                     | 1965-1982 | Nomeado Arcebispo de Ribeirão Preto   |